# Ariel Lassiter
Ariel Daniel Lassiter Acuña (Turrialba, 27 settembre 1994) è un calciatore costaricano con cittadinanza statunitense, attaccante dei Portland Timbers e della nazionale costaricana.

## Biografia
È figlio di Roy Lassiter, ex calciatore statunitense, ed è nato in Costa Rica negli anni in cui il padre militava nell'Alajuelense.

## Carriera

### Club
Cresciuto calcisticamente nella squadra della California Polytechnic State University, nel 2014 viene prelevato dal club svedese del GAIS, con cui trascorre una stagione.
Il 17 dicembre 2014 si aggrega alla squadra riserve dei Los Angeles Galaxy. Il 5 marzo 2016, attraverso un nuovo contratto, viene promosso in prima squadra.
Il 17 agosto 2020 viene girato in prestito agli Houston Dynamo. Il 2 settembre esordisce con gli statunitensi firmando una doppietta contro il Minnesota Utd, match poi terminato 3-0.
Il 16 dicembre 2021 viene acquistato dall'Inter Miami per circa 100.000 dollari.
Dopo aver disputato la stagione 2022 e le prime sette partite della stagione 2023 con l'Inter Miami, il 12 aprile viene incluso nello scambio che porta lui e Bryce Duke al CF Montréal mentre Kamal Miller fa il passaggio opposto.

### Nazionale
Possedendo la doppia cittadinanza, ha rappresentato a livello giovanile sia gli Stati Uniti che la Costa Rica.
Convocato per la Gold Cup 2021, va a segno il 12 luglio nella sfida della fase a gironi vinta 3-1 contro la Guadalupa.